# Sunyer d'Aguilar
El Sunyer o la Masia Nova del Sunyer d'Aguilar és una masia que està situada a Aguilar, a la parròquia de Gargallà, el municipi de Montmajor, el Berguedà. El Sunyer d'Aguilar està situada a Aguilar, a la parròquia de Gargallà, el municipi de Montmajor, el Berguedà. És molt a prop de la carretera B-420 entre Montmajor i Cardona, a prop del límit municipal amb aquest municipi del Bages. Forma part del mateix conjunt d'edificis amb Santa Maria d'Aguilar, el castell d'Aguilar i Cal Planes d'Aguilar. És un edifici que és patrimoni immoble que té un ús residencial i és de titularitat privada. Està en un bon estat de conservació i no està protegida. Està registrada en l'Inventari del Patrimoni Arquitectònic de Catalunya amb el número IPA-3493.

## Arquitectura
El Sunyer d'Aguilar té la planta basilical que està coberta a doble vessant i té el carener paral·lel a la façana principal que està orientada a migdia. La casa s'adapta al desnivell. Les diverses reconstruccions que ha patit fan que es vegi com una casa moderna. La porta principal està gairebé al centre de la façana i té un arc de mig punt amb llargues dovelles. A la planta baixa té espitlleres a la banda esquerre i al primer pis i tres finestres ajuden a la simetria del conjunt de la façana. Davant de la masia hi ha una era petita que es va tancar a mitjans del segle xix i que té un mur i una porta de ferro. A més, a l'esquerre de la casa també hi ha un nou cos afegit amb el qual fa un angle. Hi ha un pou i diversos coberts a l'entorn de la casa. Al seu davant hi ha pedres de molí de farina i d'oli per a decorar l'espai.

## Història
El segle xvi hi ha la primera notícia documental de la masia, tot i que segurament aquesta era anterior. Els propietaris tenen documentació des del segle xvi, amb la que van realitzar l'arbre genealògic. No obstant, la construcció actual del Sunyer d'Aguilar és una obra del segle xviii que centra un nucli històric molt important, les restes de l'antic castell de "Podio Aquilano", amb les ruïnes de l'església romànica de Santa Maria d'Aguilar, així com l'església del segle xviii i la primera masia, esdevinguda després, masoveria i actualment abandonada. Hi ha dues llindes a l'interior de la casa que mostren reformes fetes al segle xvii (1647 i 16-), una època en què el Sunyer d'Aguilar va esdevenir una de les cases més importants de Gargallà.
El Sunyer d'Aguilar està relacionada directament amb el castell d'Aguilar que està documentat des del 1183 i que està al costat de l'església vella de Santa Maria d'Aguilar. Aquesta territoris pertanyien a la Vall de Lord històrica i eren del Comtat d'Urgell i del Bisbat d'Urgell i més tard es van integrar a la Batllia de Cardona. El llinatge dels Aguilar es van originar en aquest castell i al segle xiv van formar la Baronia d'Aguilar i tenien una casa senyorial a Cardona. Aquesta baronia posseïa els termes d'Aguilar, Hospital (Cal Bisbe i altres que passaren a Correà i Catllarí.
Miquel Gibert i d'Aguilar fou el senyor d'Aguilar durant el segle xvi i vivia a Cardona. El 1719 el senyor d'Aguilar vivia a Perpinyà i era marquès. En l'actualitat, els propietaris són la 16a generació amb el cognom Sunyer i tenen cinc masoveries: cal Planes d'Aguilar, cal Gep, Mardorells, Claranès i l'Hostal Vell.